# Amina Bouayach
Amina Bouayach -en árabe أمينة بوعياش,  (Tetuán, 10 de diciembre de 1957) es una  política , y militante marroquí, activista en la defensa de los derechos humanos, la igualdad de género y la democracia, y ha trabajado en grandes temas de derechos humanos en Marruecos, como la tortura, los derechos de los refugiados, los derechos de las mujeres y la abolición de la pena de muerte. Es presidenta del Consejo Nacional de los Derechos Humanos (CNDH) y había sido, previamente, embajadora del Marruecos en Suecia.

## Biografía
Amina Bouayach nació en el norte de Marruecos, en la ciudad de Tetuán, el 10 de diciembre de 1957. Su familia es de origen amazigh y más específicamente rifeños. Se diplomó en Economía Política y tiene una maestría en Economía de la Universidad Mohammed V de Rabat.

## Trayectoria profesional
Comenzó a trabajar en la sociedad civil después de la detención de su marido por una actividad política en 1976. A continuación, se comprometió en la campaña de las familias de los presos políticos durante los años de plomo en Marruecos y decidió involucrarse en la lucha legal y la política de la liberación de los presos. Su cercanía con las familias de los presos políticos durante las diversas etapas de la campaña le hizo consciente del alcance de las violaciones de derechos humanos que soportaba el ciudadano marroquí.
También ocupó el lugar de investigadora adjunta de la desaparecida Fàtima Mernissi sobre los derechos de las mujeres, especialmente las mujeres musulmanas; después trabajó como periodista en algunas diarios y revistes donde publicó varios artículos sobre la situación de la mujer en Marruecos. Entre 1998 y 2002 ocupó la plaza de consejera encargada de medios de comunicación en el seno del gabinete del primer ministro socialista Abderrahmane Youssoufi.
Entre los fundadores de la Organización Marroquí de los Derechos Humanos (OMDH), en 2006 fue elegida presidenta, y a continuación reelegida para un segundo mandato. Ocupó este puesto hasta el año 2015.
El 2010 fue elegida vicepresidenta de la Federación de Asociaciones de Defensa y Promoción de los Derechos Humanos, y fue secretaria general el mayo de 2013. Entre sus campañas clave, destaca su oposición a la pena de muerte y a la tortura, su compromiso a favor de los derechos de los presos políticos y su trabajo a favor del destino de los refugiados, sobre todo ante la Unión Africana, de la ONU y de la Red Euromediterránia de los Derechos del Hombre.
Habiendo sido adscrita al gabinete del primer ministro Abderrahmane Youssoufi, fue nombrada, en 2011, miembro de la Comisión Consultiva de Reforma de la Constitución Marroquí por el rey Mohammed VI. Ha sido también miembro de la Organización Árabe de los Derechos Humanos y del grupo de expertos en estudios estratégicos de la región, del Alto Comisionado de las Naciones Unidas por los Derechos Humanos (ACNUDH). El año 2014 ocupó la plaza de coordinadora principal de las ONG africanas en el momento de la Cumbre Africana de Addis-Abeba. El 13 de octubre de 2016 fue elegida embajadora de Marruecos en Suecia y Letonia y en 2018 fue nombrada por el rey Mohammed VI presidenta del Consejo Nacional de los Derechos Humanos en el Marruecos. Para la Jornada Mundial de la Mujer del año 2019, puso en marcha una campaña nacional para la abolición del casamiento de las menores en el Marruecos.

## Distinciones
- Primera mujer elegida presidenta de la Organización Marroquí de los Derechos Humanos.
- Vicepresidenta y luego secretaria general de la Federación Internacional por los Derechos Humanos en 2010 y 2013.
- En el año 2011, y luego en el año 2013, el rey Mohammed VI la galardonó con la distinción de Comandante de la Orden del Trono marroquí ya continuación Oficial de la Orden del Trono.
- En 2014, recibió la insignia de Chevalier de la Orden nacional de la Legión de honor de la República Francesa en reconocimiento a su labor en favor de la promoción de los derechos humanos.[11]